# 人生相談
人生相談（じんせいそうだん）とは、人生を生きていく上で生じるさまざまな問題について相談し、アドバイスやヒントを求めること。
人生相談では相談相手が是非善悪を判断したうえで行動を指示したり、ものの考え方のヒントを与える。従って人生相談は基本的に、心理的な治癒を目指す心理カウンセリングとは異なる。
人生相談のうえで、複数の専門家が関わらなければならない場合がある。そういう場合でも、相談者の悩み（選択肢が見通せない問題）の種類を判断して、どの分野の専門家のサポートが必要なのか判断して、弁護士や心理カウンセラーや役所の生活福祉課（つまり生活保護の窓口）など適切な専門家の種類を特定し、適切な専門家を見つける具体的な方法と助言が行われる場合もある。

## 概説
人生相談の相手として最初に選ばれるのは一般に、年上の人物であり、身近に見出せる人の場合は、親族、上司、聖職者などが一般的であり、この場合は直接顔を見て相談できる。だが諸事情により身近に相談できる相手がいない、身近な人にはかえって相談しにくい、という人は多いわけで、その結果、電話による電話相談がある。電話相談は一般に匿名で、つまり名乗らずに行うことができ、秘密が守られる。
その他に、（放送では、匿名であっても相談内容が非常に多い人数の人々に聴かれてしまうので、「相談」と言ってもかなり性質が異なるが）視聴者（や読者など）などに相談や回答の内容が公開されるテレビ・ラジオ・雑誌・新聞などにおける人生相談コーナーなどもある。

## 例
レイプ被害の女性の悩みであれば、精神的ケアの部分がカウンセリングであり、被害者として法的にとれる対処法の選択肢を教えたり弁護士として具体的な法的な手続きを請負い法的な手続きを進めようとするのが法律相談であり、それらとは別の、今後どのように生きてゆくかヒントを与えたり具体的に指示したりするのが人生相談である。
鬱は、職場や家庭における交遊関係あるいは金銭上のトラブル、恋愛のもつれなどが原因であることが往々にあるので、人生相談と医療・法律相談の境界は明瞭には割り切れない。そういった場合は、専門家につながるようアドバイスが行われる。

## 統計
人生相談の相談内容として最も多いのは、統計的に言えば、おおまかな分類では「人間関係」や「金銭問題」である。他に多い内容としては仕事や勉学、健康（病気）である。「人間関係」は一般に、家族・親族の人間関係、特に姑との関係 、嫁との関係、親子の不仲、恋愛関係、職場や学校での人間関係、などが多い。そしてそれら人間関係・金銭問題・仕事・勉学・健康の問題が相互に絡みあっていることも多い。
読売新聞の「人生案内」欄の人生相談を分析した結果では、家族についてが80-60％、自分自身について（性格・生活・将来についてなど）が30-10％が主だった内容である。

## 相談相手
親や兄弟などの家族、同期・同僚・先輩・上司、友達、教師、近所・付き合いのある人、聖職者（仏教・キリスト教など）、占い師がある。
精神科医の益田裕介は、相談相手に選ぶべきなのは、成熟した、清濁・葛藤を抱えられる余裕のある、広い視野と知識・複数の視点を持てる人が良いとしている。
様々な相談窓口
- 自殺予防の取り組み（世界の自殺防止相談窓口一覧（英語版）、各都道府県・都市の相談窓口一覧（外部リンク：自殺総合対策推進センター（JSSC）））
- 法律相談 - 弁護士などが市役所や電話などで無料で行う場合もある。一定の所得以下の人向けに日本司法支援センター（法テラス）は無料相談を行っている。
- 労働相談：労働組合、厚生労働省が定めた各地域の総合労働相談コーナー、管轄の労働基準監督署、POSSE (NPO法人)
- 医療相談：各都道府県にある医療安全支援センター(医療相談窓口)、ほかにも医療関係者が医療についての窓口を設けていたりする。
- いじめや子供の日常の相談機関
- 仏教・キリスト教 - 信者でなくとも近くの施設で人生相談を行っている。電話等での相談窓口も開設している。
  - 告解、懺悔 - 宗教での罪の告白と許しを得る儀式。

## 電話での人生相談

### 日本のセンター
概観して言うと、日本で電話で人生相談を行っているのは次のセンターである。
組織
- ＃９９９９ または 0120-494949（フリーダイヤル） - 日本政府が試行を行う場合の電話番号。2022年7月7日から一週間設置され（シャープダイヤルのみの公開）、第2期は8月30日より一週間設置。生活困窮や家庭内暴力、孤独など。外国語にも対応。[5][6]日本国内で、シャープダイヤルは一部IP電話を除くプッシュ回線などで、押しボタン式電話機などのトーンダイヤル（トーン発信）が可能な場合。
- 国際ビフレンダーズ 
  - 東京自殺防止センター
  - 大阪自殺防止センター
  - あいち自殺防止センター
  - 岩手自殺防止センター
  - 宮崎自殺防止センター
- いのちの電話
- よりそいホットライン

### ビフレンダーズ系
ビフレンダーズ(en:Befriender)というのは、世界で最初に電話での人生相談を始めたとされるセンターであり、日本に支部を設置し日本でも活動している。
歴史
1950年代、イギリスでは自殺者が増加していたのだが、それに心を痛めたロンドンの聖公会司祭チャド・ヴァラー（Chad Varah）が、世界で初めて自殺予防のための電話相談を1953年に行った。1974年には、イギリスでのチャド・ヴァラーらの活動に賛同する世界各地の自殺防止センターが、国際的組織「国際ビフレンダーズ」(Befrienders Worldwide)を設立した。その日本におけるセンターとして、1978年に大阪自殺防止センターが、1998年に東京自殺防止センターが設立され、活動を拡大し、現在の日本の「いのちの電話」となっている。
自殺を考えるほどの深い悩みや辛さを抱えているが相談する相手がいない人の話を聞いてくれ相談相手になってくれる。匿名での電話でも可能である。複数の団体により全国に電話が配置されており、その半数ほどは24時間受付である。匿名での相談が可能であり、秘密を厳守してくれる。ボランティアによる活動であり、無料で相談することができる。
自殺予防の活動も行っている。

### 日本の「いのちの電話」
「いのちの電話」は、「国際ビフレンダーズ」系のセンターであり、源流をさかのぼれば1953年にロンドンの聖職者が始めたものである。深い悩みや辛さを抱えているにもかかわらず誰にも相談できずにいる人の話を聞いてくれ、相談相手になってくれる。匿名での電話も可能。つまり名乗らなくてもよい。
日本語の他に英語、スペイン語、ポルトガル語での相談窓口もある。電話相談が活動の中心であるが、自殺予防に関する講演などの啓発活動も行っている。
なお、電話はフリーダイヤルであることは稀で、たいていの場合発信者側の負担になる。そのため長時間や複数回にわたる通話は、電話代が非常に高額となることがある。特に借金を苦に自殺しようと考えている場合はさらなる金銭的負担を増やすことになりかねないので通話時間には注意が必要である。団体によっては、特定の日のみフリーダイヤルという場合もある。
日本における歴史
ドイツから女性の自立援助で来日していた宣教師のルツ・ヘットカンプの呼びかけで1971年1月に東京に「いのちの電話」事務所が設立され、電話相談が1971年10月1日より開始された。1973年には社会福祉法人に認可された。1977年8月には活動拡大のために日本いのちの電話連盟が結成された。2021年は活動開始50周年を迎えた。
開設当初は「自殺予防」という趣旨が伝わらず、自殺に関する相談はほとんど存在しなかった。2010年代後半でも、直接自殺に関係する相談は全体の10％以下であった。しかしながらコロナ禍によりその割合は増加している。
他
なお「いのちの電話」は日本いのちの電話連盟の登録商標であり、「いのちの電話」を名乗るサービス・団体は《日本いのちの電話連盟》の承諾を得る必要がある。

### 日本の「よりそいホットライン」
2011年の東日本大震災の発生を機に開始された事業。同年10月に前宮古市長の熊坂義裕を代表理事として設立された、一般社団法人 社会的包摂サポートセンターが運営。

### 各国における電話での人生相談
- イギリス（1953年 - ）
  - サマリタンズ（英語版）(英:Samaritans:サマリア人の意)：上記チャド・ヴァラー司祭によって立ち上げられた世界で初めての電話人生相談を行う団体。国際ビフレンダーズ会員。
- （旧西）ドイツ（1956年 - ）
  - テレフォン・ゼーレゾルゲ（独:Telefon-Seelsorge:電話牧会の意）
- オーストラリア(1964年 - ）
  - ライフライン（英:Lifeline:命綱の意)
- イタリア（1964年 - ）
  - テレフォノ・アミーコ（伊:telefono amico:電話友達の意）
- 国際組織(1967年 - )
  - en:Befrienders_Worldwide：世界で初めて電話での人生相談を始めたとされるチャド・ヴァラー司祭の活動の流れを汲む国際的団体
  - イフォーテス（IFOTES;International Federation of Telephonic Emergency Services:国際いのちの電話連盟）

## 電子通信手段（メール・SNS・チャットなど）での人生相談
- 厚生労働省：SNSやチャットでの相談を受ける団体をご紹介します
- 日本芸能従事者協会:芸能従事者こころの119 - 2022年6月1日開設[12]。

## メディア上の人生相談
メディア上の人生相談の注意点は、メディア上の人生相談は、誰が視聴しているか、聴いているかわからないので、視聴者の中に相談者の関係者、当事者が偶然にでもいたりすると、相談者の声などによって誰が相談しているのかバレてしまうことがあり、プライバシーが守られなくなり、問題がある相手（問題の当事者）にメディアで相談していたという話が伝わってしまい、何らかの行動（報復など）を起こす恐れがあるので、一定の注意をする必要がある。
そうした問題もあるのになぜ世の中でこのような番組が多数放送されているかと言うと、放送局というのは結局、視聴率を求めているから、なのである。人間というのは他人の悩み事に興味を持っている人も多く、放送されていればおもわず聴き入ってしまう人々も多いので、つまり放送局などから見ると人生相談の番組を放送するとそれなりに視聴率がかせげる傾向があるので、スポンサーを得やすい（収入を得やすい）ので結果として放送局も力を入れている、ということなのである。
そもそも一部の放送局の中にはまじめに番組を運営する気がなく、視聴率かせぎのためのショーのように番組を仕立てている場合もあり、またテレビ局が制作会社に制作をほぼ「まる投げ」して作っている場合があり、制作会社の側はネタが集まらず困って、売れない役者などを雇って架空の相談者をでっちあげて、架空の極端な相談話で視聴率を稼ごうとすることがある。以前、そうした手法で作られた某テレビ番組（みのもんたが出演）がいわゆる「ヤラセ」だと発覚して、社会問題となったことがあった。したがって、視聴者の側は、テレビやラジオで放送される人生相談が全て必ず実在の相談だとは考えないほうがよい。一部には、制作会社がデッチあげたり、放送作家が書いて作りだしたフェイクの人生相談が混じっている可能性がある、と警戒したほうがよい。
とはいえ特定の有名人に興味があり、特定の有名人とラジオやテレビで会話をしてみたい人、その人の考えを、あるいはその人の考えなら聞いてみたいという人には利用する価値がある可能性はある。

### ラジオ

#### 一般人向け
1965年、「ラジオというメディアを使い、人々の悩みや苦しみといった迷いを解決しよう」という当時のニッポン放送の編成マンと、開始当時の単独提供スポンサーであったライオン油脂の営業マンとが手を組み、現在も続く長寿番組『テレフォン人生相談』を始める。この番組は各専門家と番組パーソナリティとのやりとりを加え、いかに自らの心を開かせるかの真剣勝負で放送している。ラジオの人生相談番組はその後、TBSラジオが『ズバリ快答!テレフォン身の上相談』を開始。文化放送は『ダイヤル相談 幸せのアドバイス』（1967年～1983年）を放送。どの番組とも日中の昼間、さまざまな問題事にまつわる助言などを流し、現在も高い聴取率を稼いでいた。また2007年度からは、同じTBSラジオで、浅草キッド司会による『全国おとな電話相談室』をも始めている。

#### 若者向け
1995年10月、ニッポン放送制作の若者向け人生相談番組『ドリアン助川の正義のラジオ!ジャンベルジャン!』が開始された。相談内容も若者にふさわしく、いじめ・病気・恋愛・SEXなどがあったが、なかでも自殺が圧倒的だった。こういった問題にパーソナリティ自らが語りかける、いわゆる「トークラジオ」形式が人気を呼び、番組の支持率も高かった。2000年3月にメインパーソナリティのドリアン助川が降板し番組が終了したことに伴い、後継番組の『福山雅治のオールナイトニッポンサタデースペシャル・魂のラジオ』で人生相談コーナーを設けた時期もあったが、しばらく若者向けラジオ人生相談番組は空白となる。2005年秋から2009年3月まで、『ヤンキー先生!義家弘介の夢は逃げていかない』を放送。こちらは自殺などの社会問題ももちろん取り上げるが、メインとなっているのは若年からの結婚問題やいじめなどである。

#### 社会人向け
2014年4月5日、TBSラジオが会社・企業などの職場で働くサラリーマンやオフィス・レディー（OL）等といった社会人・企業人向けに、新しい電話相談番組を編成した。それが2015年1月期現在も放送中の『週末お悩み解消系ラジオ ジェーン・スー 相談は踊る - LET'S SO DANCE! - 』である。この番組は、会社内・企業内などの職場で発生した「職場いじめ」・「職場喧嘩」・「パワーハラスメントなどの異性同志による暴力行為問題」・「セクシャルハラスメントといった異性の痴漢行為問題」などの相談問題に、司会進行役のパーソナリティー・DJらが自ら語り合い、職場内のモヤモヤとした悩みや苦しみなどを、一気に片付けて解決しようと企画された、社会人・企業人といった職業人向けにオンエアしている電話相談番組なのだ。

#### 小中学生向け
TBSラジオ『全国こども電話相談室』やNHKラジオ第1放送『夏休み子ども科学電話相談』といった小学生・中学生向けの電話相談番組に、こうした悩み事についての相談が寄せられることもあるが、小中学生対象の人生相談番組は長らく編成されていなかった。2008年秋、『全国こども電話相談室』に代わって始まった『全国こども電話相談室・リアル!』（2008年10月～2015年3月）では、恋愛・いじめ・家庭環境などの相談内容について、パーソナリティのほか、相談者と同年代の子役を交えて議論した。

### テレビ
テレビでは民放テレビの朝8時台 - 9・10時台や、昼3時のワイドショー番組で同様のコーナーが編成されていたが、日本テレビで放映されていたみのもんた司会の昼の情報番組『午後は○○おもいッきりテレビ』のテコ入れ策として始めた「ちょっと聞いてョ!おもいッきり生電話」（一部地域を除く）のコーナーが1989年春に開始されブレイクし、テレビにも人生相談ブームが起きるようになった。これに刺激されて、TBSでは『快傑熟女!心配ご無用』が90年台半ばより放送され、テレビ朝日も『ホットライン110番』を90年代前半期に一時期放送していた。2004年以降は、同じくTBSの『ズバリ言うわよ!』やフジテレビの『幸せって何だっけ 〜カズカズの宝話〜』などの細木数子出演の人生相談番組が高い人気を獲得した。

## 人生相談をテーマとしたフィクション
- 厳格に訊け!（1988年 - 1989年） - 小林よしのりによる漫画作品。
- 人生（2012年 - 2016年） - 川岸殴魚によるライトノベル作品。2014年に『人生相談テレビアニメーション「人生」』としてテレビアニメ化された。